# Winx Club: Magiczna przygoda
Winx Club: Magiczna przygoda (ita. Winx Club − Magica Avventura, ang. Winx Club − Magical Adventure) − włoski film animowany w reżyserii Iginio Straffi. Druga pełnometrażowa kontynuacja serialu animowanego Klub Winx, gdzie czarodziejki będą miały do uratowania mityczne Drzewo Życia, które zostało pozbawione dobrej magii przez duet Trix i Prastarych Wiedźm.
W Polsce film miał swoją premierę 2 grudnia 2011 roku. Został wydany na nośnikach DVD 30 kwietnia 2012 roku z polskim dubbingiem. Film był także emitowany na kanale Puls 2.

## Fabuła
Bloom, która dopiero niedawno poznała prawdę o swojej przeszłości, korzysta z uroków bycia księżniczką na swojej rodzinnej planecie Domino. Niestety piękne dworskie życie z czasem zaczyna ją przytłaczać. Czarodziejka smoczego płomienia zupełnie nie sprawdza się w roli księżniczki i tęskni za szkołą oraz swoimi przyjaciółkami. Wszystkie troski jednak znikają z jej twarzy, gdy tylko spotyka się z ukochanym księciem Sky'em. Po romantycznym spacerze we dwoje, młodzieniec ponownie i oficjalnie prosi Bloom o rękę. Bloom bez chwili wahania zgadza się. Niestety parę dni później Sky z nieznanych przyczyn odwołuje wesele. Załamana czarodziejka przez wiele dni nie może się pozbierać. Wkrótce jednak okazuje się, że to przez ojca Sky'a, który nie zezwala na małżeństwo z księżniczką Domino z powodu sytuacji, które wydarzyły się 18 lat wcześniej. Wychodzi na jaw, że sprawcą całego rozpadu planety Domino jest władca Heraklionu − Król Erendor, który nie miał wyjścia, jeśli chciał ratować swoją planetę i bliskich. Trzy prastare wiedźmy podarowały mu część pozytywnej magii życia, która ochroni jego najbliższych, jeśli wyda on im swojego najbliższego przyjaciela Oritela, króla Domino. Mężczyzna się zgodził, ale żałował tego przez wszystkie te lata. A teraz, kiedy Oritel i jego rodzina wrócili, nie mają prawa łączyć ich królestw poprzez małżeństwo Bloom i Sky'a − jako zdrajcy nie są tego po prostu godni. Kiedy Oritel dowiaduje się o tym, postępowanie jego przyjaciela wcale go nie zdziwiło i wybaczył mu. Trzy prastare wiedźmy wróciły i połączyły moce z Trix. Zaatakowały Drzewo Życia w Wiosce Wróżek i zmieniły jego energię z pozytywnej na negatywną. Drzewo to jest odzwierciedleniem oraz źródłem mocy wszelkich istot żyjących, przez co zmiana jego energii spowodowała utratę mocy przez wszystkie czarodziejki. Winx, bez pomocy czarów, muszą odnaleźć Avram (miasto na planecie Heraklion), gdzie król Erendor ukrył część mocy życia, którą dostał od trzech prastarych wiedźm. W konsekwencji Winx odnajdują ukrytą moc, odzyskują siły, dokonują przemiany w Believix i pokonują raz na zawsze złe wiedźmy, a Trix zostają przewiezione do zamknięcia.

## Premiery na świecie
| Kraj:             | Data premiery:                                  | Tytuł:                         | Premiera na DVD     |
| ----------------- | ----------------------------------------------- | ------------------------------ | ------------------- |
| Rosja             | 21 października 2010 (Kino)                     | Волшебное приключение          | 12 listopada 2010   |
| Ukraina           | 21 października 2010 (Kino)                     | Чарівна пригода                | brak wydania na DVD |
| Kazachstan        | 21 października 2010 (Kino)                     | Волшебное приключение          | brak wydania na DVD |
| Turcja            | 29 października 2010 (Kino)                     | Sihirli Macera                 | 4 listopada 2010    |
| Włochy            | 29 października 2010 (Kino)                     | Magica Avventura               | 14 marca 2011       |
| Bułgaria          | 11 lutego 2011 (Kino)                           | Вълшебно приключение           | 2011                |
| Portugalia        | 31 marca 2011 (Kino)                            | A Aventura Mágica              | 16 sierpnia 2011    |
| Francja           | 6 kwietnia 2011 (Kino)                          | L’Aventure Magique             | 17 sierpnia 2011    |
| Monako            | 6 kwietnia 2011 (Kino)                          | L’Aventure Magique             | brak wydania na DVD |
| Maroko            | 6 kwietnia 2011 (Kino)                          | المغامرات السحرية              | brak wydania na DVD |
| Tunezja           | 6 kwietnia 2011 (Kino)                          | المغامرات السحرية              | brak wydania na DVD |
| Niemcy            | 5 maja 2011 (Kino)                              | Das Magische Abenteuer         | 25 września 2011    |
| Australia         | 5 maja 2011 (DVD)                               | Magical Adventure              | 5 maja 2011         |
| Litwa             | 6 maja 2011 (Kino)                              | Magiški Fėjų Vinksių Nuotykiai | 21 listopada 2011   |
| Estonia           | 10 maja 2011 (Kino)                             | Tüdrukute Imeline Seiklus      | 2011                |
| Łotwa             | 13 maja 2011 (Kino)                             | Brinumainais Piedzīvojumu      | 2011                |
| Finlandia         | 2 czerwca 2011 (TV)                             | Maaginen Seikkailu             | brak wydania na DVD |
| Szwecja           | 9 czerwca 2011 (TV)                             | Det Magiska Äventyr            | brak wydania na DVD |
| Austria           | 10 czerwca 2011 (Kino)                          | Das Magische Abenteuer         | 25 września 2011    |
| Izrael            | 21 lipca 2011 (Kino)                            | הרפתקה קסומה                   | 2011                |
| Słowenia          | 19 października 2011 (TV)                       | Čarobna pustolovščina          | brak wydania na DVD |
| Grecja            | 20 października 2011 (Kino)                     | Μαγική Περιπέτεια              | brak wydania na DVD |
| Serbia            | 20 października 2011 (Kino)                     | Čarobna Avantura               | 27 kwietnia 2012    |
| Hiszpania         | 18 listopada 2011 (Kino)                        | La aventura mágica             | 13 marca 2012       |
| Polska            | 2 grudnia 2011 (Kino)                           | Magiczna przygoda              | 30 kwietnia 2012    |
| Wielka Brytania   | 25 grudnia 2011 (TV/iTunes)                     | Magical Adventure              | 25 grudnia 2011     |
| Iran              | 2012 (VOD)                                      | وینکس کلاب ماجرای جادویی       | brak wydania na DVD |
| Holandia          | 4 kwietnia 2012 (DVD)                           | Magisch Avontuur               | 4 kwietnia 2012     |
| Belgia            | 18 kwietnia 2012 (DVD)                          | Magisch Avontuur               | 4 kwietnia 2012     |
| Kanada            | 14 czerwca 2012 (TV)                            | L’Aventure Magique             | 13 sierpnia 2013    |
| Stany Zjednoczone | 20 maja 2013 (TV)                               | Magical Adventure              | 13 sierpnia 2013    |
| Ukraina           | 27 kwietnia 2016 (TV - druga wersja dubbingowa) | Чарівна пригода                | brak wydania na DVD |
| Islandia          | 30 marca 2018 (TV)                              | Töfrandi ævintýri              | 2018                |
| Chiny             | 27 listopada 2018 (VOD)                         | 神奇大冒险                     | brak wydania na DVD |
| Indonezja         | 28 maja 2020 (TV)                               | Magical Adventure              | brak wydania na DVD |
| Indie             | 28 maj 2021 (TV)                                | जादुई साहसिक                       | brak wydania na DVD |

## Dubbing
| Lista osób biorących udział przy postprodukcji |                      |                       |                     |                     |                   |                        |
| Kraj                                           | Studio               | Reżyser               | Dialogi             | Kierownik produkcji | Teksty piosenek   | Zgranie dialogów       |
| Włochy                                         | RoyFilm S.r.l.       | Leslie James La Penna | Laura Giordani      | Ilaria Tornesi      | Elisa Rosselli    | Gianni Pallotto        |
| Stany Zjednoczone (wersja kinowa)              | Dubbing Brothers USA | Blake Collins         | Robin T. Harris     | Gregory J. Taieb    | Elisa Rosselli    | Fred Taieb             |
| Stany Zjednoczone (wersja Nickelodeon)         | Atlas Oceanic Sound  | Jason Caparaz         | informacja nieznana | Rebecca Kukkonen    | Elisa Rosselli    | Jim Lucero             |
| Polska                                         | Studio PRL           | Dariusz Błażejewski   | Maciej Wysocki      | Maciej Jastrzębski  | Marek Robaczewski | Aleksander Cherczyński |

| Lista wybranych aktorów dubbingowych i bohaterów występujących w filmie |                    |                            |                                 |                         |
| Postać                                                                  | Dubbing włoski     | Dubbing angielski (Kinowy) | Dubbing angielski (Nickelodeon) | Dubbing polski          |
| Bloom                                                                   | Letizia Ciampa     | Cindy Robinson             | Molly C. Quinn                  | Magdalena Krylik        |
| Stella                                                                  | Perla Liberatori   | Jennifer Seguin            | Amy Gross                       | Joanna Węgrzynowska     |
| Flora                                                                   | Ilaria Latini      | Stephanie Sheh             | Alejandra Reynoso               | Joanna Pach-Żbikowska   |
| Musa                                                                    | Gemma Donati       | Anik Matern                | Romi Dames                      | Katarzyna Łaska         |
| Tecna                                                                   | Domitilla D'Amico  | Wendee Lee                 | Morgan Decker                   | Monika Kwiatkowska      |
| Layla/Aisha                                                             | Laura Lenghi       | Wendee Lee                 | Keke Palmer                     | Brygida Turowska        |
| Icy                                                                     | Tatiana Dessi      | Karen Strassman            | Larisa Oleynik                  | Julia Kołakowska-Bytner |
| Vanessa                                                                 | Barbara De Bortoli | Stephanie Sheh             | April Stewart                   | Olga Omeljaniec         |
| Mike                                                                    | Roberto Certomà    | Christopher Corey Smith    | James Patrick Stuart            | Jakub Wieczorek         |
| Sky                                                                     | Alessandro Quarta  | Christopher Corey Smith    | Matt Shively                    | Waldemar Barwiński      |
| Oritel                                                                  | Marco Bassetti     | Ezra Weisz                 | Kari Wahlgren                   | Jacek Kopczyński        |
| Faragonda                                                               | Roberta Greganti   | Mari Devon                 | Kari Wahlgren                   | Elżbieta Kijowska       |

## Odbiór
Film w kinach wyświetlany był w 23 krajach. We Włoszech w weekend otwarcia film zarobił 935 111 dolarów. Ostatecznie film zarobił we Włoszech 3 872 632 dolarów, a na całym świecie w kinach łącznie 11 583 758 dolarów.